# 영천 육우당
영천 육우당(永川 六友堂)은 대한민국 경상북도 영천시 도남동에 있는 조선시대의 건축물이다. 2012년 9월 17일 경상북도의 문화재자료 제594호로 지정되었다.

## 개요
六友堂은 조선 숙종 때 학자인 성재(省齋) 안후정(安后靜, 1659~1702)이 거처하던 堂으로 그의 장남인 六友堂 안여택(安汝宅, 임술생 1682년)을 비롯한 6형제의 우애를 돈독히 하고 학업에 정진하던 곳이라 한다. 조선후기에 현 위치로 이건했고, 한국전쟁 이후에는 대청 2칸 중 좌측 마루 칸을 온돌방으로 꾸며 사용해 오다가 2010년 가을에 옛 모습대로 복원 수리했다.
육우당은 주상부를 이익공 구조로 꾸미고, 전면 주상부의 익공의 섬세한 수법, 건실한 상부가구 및 대청 종대공에 원형판대공+바람개비 문양 초각, 전후퇴구조임에도 대량을 통재로 사용한 점 등은 건립당시의 원형을 살필 수 있는 점 등이 문화재로서 가치가 있다.

## 참고 문헌
- 영천 육우당 - 국가유산청 국가유산포털